# Doxapram
Doxapram hydrochloride (được bán trên thị trường dưới dạng Dopram, Stimulex hoặc respiram) là một chất kích thích hô hấp. Được tiêm tĩnh mạch, doxapram kích thích tăng thể tích phổi và nhịp hô hấp.

## Cơ chế hoạt động

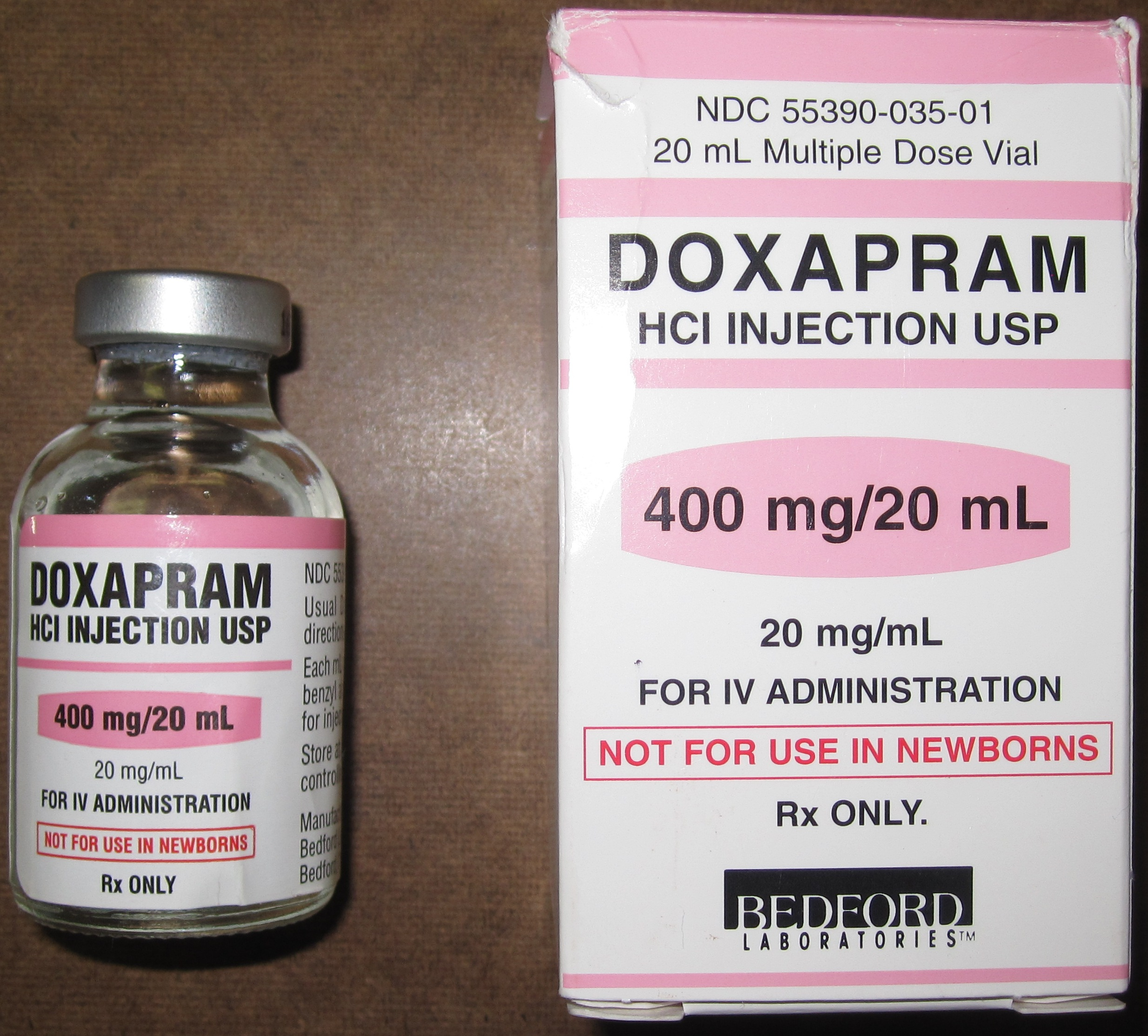
Một lọ doxapram

Doxapram kích thích các chất hóa học trong thể động mạch cảnh của động mạch cảnh, do đó, kích thích trung tâm hô hấp trong thân não.

## Xuất hiện
Doxapram là một loại bột tinh thể màu trắng đến trắng, không mùi, ổn định trong ánh sáng và không khí. Nó hòa tan trong nước, ít tan trong rượu và thực tế không tan trong ether. Sản phẩm thuốc tiêm có độ pH từ 3,5-5. Rượu benzyl hoặc chlorobutanol được thêm vào như một chất bảo quản trong các mũi tiêm thương mại.

## Công dụng
Doxapram được sử dụng trong các cơ sở chăm sóc đặc biệt để kích thích nhịp hô hấp ở bệnh nhân suy hô hấp. Nó có thể hữu ích để điều trị chứng suy hô hấp ở những bệnh nhân đã sử dụng quá liều thuốc như buprenorphin hoặc fentanyl tương tự có thể không đáp ứng đầy đủ với điều trị bằng naloxone.
Nó cũng hiệu quả tương đương với pethidine trong việc ức chế run rẩy sau phẫu thuật.

## Tác dụng phụ
Các tác dụng phụ bao gồm huyết áp cao, các cơn hoảng loạn, nhịp tim nhanh, run, đổ mồ hôi và nôn. Co giật đã được báo cáo. Công dụng của nó tương đối chống chỉ định ở những người mắc bệnh tim mạch vành, động kinh và huyết áp cao. Nó cũng chống chỉ định ở trẻ sơ sinh và trẻ nhỏ, chủ yếu là do sự hiện diện của rượu benzyl, được bao gồm như một chất bảo quản.